# Rozovi
Rozovi (del ruso: Розовый) es un jútor del raión de Labinsk del krai de Krasnodar, en el sur de Rusia. Está situado en la zona premontañosa de las vertientes septentrionales del Gran Cáucaso, a orillas del río Chamlyk, afluente del río Labá, tributario del Kubán, 30 km al sureste de Labinsk y 174 km al sureste de Krasnodar, la capital del krai. Tenía 1 000 habitantes en 2010
Pertenece al municipio Sladkovskoye.

## Historia
La localidad fue fundada en 1932 a instancias del gobierno con la intención de crear una granja para el cultivo de flores y hierbas aromáticas, tales como la rosa, el espliego, la salvia, la albahaca o la menta. Se construyeron asimismo una central eléctrica y viviendas para los trabajadores de estos complejos y sus familias.